# Verbascum urobracteum
Verbascum urobracteum är en flenörtsväxtart som beskrevs av Hub.-mor.. Verbascum urobracteum ingår i släktet kungsljus, och familjen flenörtsväxter. Inga underarter finns listade i Catalogue of Life.